# Batrachorhina paralichenea
Batrachorhina paralichenea là một loài bọ cánh cứng trong họ Cerambycidae.